# Birkwalde
Birkwalde (bis zum 30. Oktober 1937 Presehna, niedersorbisch Brjazyna) ist ein Ortsteil der Stadt Sonnewalde im Landkreis Elbe-Elster in Brandenburg.

## Geografie und Verkehrsanbindung
Birkwalde liegt östlich der Kernstadt Sonnewalde und nördlich von Breitenau, einem Ortsteil der Stadt Sonnewalde.

## Geschichte
Am 1. Oktober 1973 wurde Birkwalde nach Breitenau eingemeindet. 

## Sehenswürdigkeiten
- In der Liste der Baudenkmale in Sonnewalde ist für Birkwalde kein Baudenkmal aufgeführt.